# Union pour le judaïsme réformé
L'Union pour le judaïsme réformé, en anglais Union for Reform Judaism (UJR), fédère, au sein d'une seule organisation représentative, différentes tendances politiques, sociales ou religieuses présentes des communautés se réclamant du judaïsme réformé en Amérique du Nord. À ce jour, l'UJR, généralement appelée "l'Union", fédère environ 900 congrégations.
Son premier nom, Union des Congrégations Hébraïques Américaines, est abandonnée, ne reflétant pas l'attente a ce que l'ensemble des communautés juives américaine s'affilient avec le mouvement réformé. L'Union est aujourd'hui présidée par le rabbin Eric Yoffie (en) et son président du conseil d'administration est Peter Weidhorn.

## Historique
La formation de l'UJR est le fruit de l'engagement du rabbin Isaac Mayer Wise en 1873, qui crée l'Union dans la ville de Cincinnati. À cette époque, l'Union est constitué du rassemblement de 34 congrégations.
En 1875, l'Union crée l'Hebrew Union College (HUC) à Cincinnati, dans le but de former des rabbins, des chantres et d'autres responsable religieux. En 1889 est fondée la Conférence centrale des rabbins américains.
En 1950, l'établissement fusionne avec le Jewish Institute of Religion (en), institution scolaire issue du rabbinisme réformé, et fondé en 1922 par le rabbin Stephen Wise, situé à New York. En cette année 1950, l'UJR déménage à New York. Les rabbins des temples affiliés au judaïsme réformé sont alors membres de la Conférence centrale des rabbins américains (CCAR).

## Section jeunesse
La division jeunesse de l'UJR finance et organise deux filiales, la North American Federation of Temple Youth (en) et KESHER, pour les lycéens et collégiens respectivement. Elle dirige aussi des programmes de voyage internationaux, en Israël et en Europe, administrant en outre le système de camps de l'UJR.

## Abus sexuels
Après les révélations du comportement sexuel du rabbin Sheldon Zimmerman (en), ancien président de l’école rabbinique réformée de 1996 à 2000, une enquête est engagée pour l'ensemble de l'Union pour le judaïsme réformé. Le rapport, publié en février 2022, mentionne plusieurs dizaines de cas d'abus sexuels au sein de l'Union depuis les années 1970.